# Andrei Sartassov
Andrei Sartassov (né le 10 novembre 1975 à Michkino) est un coureur cycliste chilien d'origine russe.

## Biographie
En 2006, il est troisième  de l'UCI America Tour, grâce à ses victoires à la Vuelta Ciclista Lider al Sur et au Tour du Chili, deux courses par étapes chiliennes. En 2007, il s'impose à nouveau lors de la Vuelta Ciclista Lider al Sur. Il est cependant contrôlé positif à l'EPO lors de cette course. Il est disqualifié et suspendu deux ans, jusqu'en juillet 2009,.
Il obtient la nationalité chilienne en 2011 et représente ce pays dès le mois d'octobre aux Jeux panaméricains. Il termine trente-neuvième de la course en ligne. 

## Palmarès et résultats

### Palmarès par année
- 1999
  - 2e de la Coupe Egide Schoeters
- 2000
  - 3e de la Friendship People North-Caucasus Stage Race
- 2001
  - 4e étape du Doble Copacabana Grand Prix Fides
  - 2e du Tour du Chili
- 2002
  - 9e et 11e étapes du Tour du Chili
  - 4eb étape du Doble Copacabana Grand Prix Fides
- 2003
  - 6eb étape du Doble Copacabana Grand Prix Fides
- 2004
  - 4ea étape de la Vuelta Ciclista Lider al Sur (contre-la-montre par équipes)
  - 6eb étape du Tour du Chili
  - 7e étape du Tour de Santa Catarina
  - 2e de la Vuelta Ciclista Lider al Sur
- 2005
  - 1re étape du Tour de San Juan
  - 2ea étape de la Vuelta Ciclista Lider al Sur (contre-la-montre par équipes)
- 2006
  - 1re étape du Tour de Mendoza
  - Vuelta Ciclista Lider al Sur :
    - Classement général
    - 3eb (contre-la-montre par équipes), 5e et 8eb (contre-la-montre) étapes

  - Tour du Chili :
    - Classement général
    - 3e et 8ea (contre-la-montre) étapes

  - 6eb étape du Doble Copacabana Grand Prix Fides
  - 2e du Tour de Mendoza
  - 3e de l'UCI America Tour
- 2007
  - 5e (contre-la-montre par équipes), 7e et 8e étapes du Tour du Pérou
  - 7e étape du Tour de Mendoza
  - 2e du Tour du Pérou
- 2013
  - 3e étape du Giro del Sol San Juan
- 2015
  - 2e étape de la Doble Calingasta
- 2016
  - 5eb étape de la Doble Bragado (contre-la-montre par équipes)
  - Prologue du Giro del Sol San Juan (contre-la-montre par équipes)
- 2017
  - 3e étape de la Doble Salina
- 2018
  - 3e de Mendoza-San Juan

### Classements mondiaux
| Année            | 2005 | 2006 | 2007 | 2008 | 2009 | 2010 | 2011 | 2012 | 2013 |
| ---------------- | ---- | ---- | ---- | ---- | ---- | ---- | ---- | ---- | ---- |
| UCI America Tour | 103e | 3e   | 27e  |      |      |      | 384e |      | 369e |